# Gare de Desvres
La gare de Desvres est une gare ferroviaire française de la Ligne de Saint-Omer à Hesdigneul, située sur le territoire de la commune de Desvres dans le département du Pas-de-Calais en région Nord-Pas-de-Calais. 
Elle est mise en service en 1874 par la Compagnie des chemins de fer du Nord-Est. Fermée au service des voyageurs en 1968, c'est une gare marchandises de la Société nationale des chemins de fer français (SNCF) ouverte au service Fret SNCF.

## Situation ferroviaire
Établie à 120 mètres d'altitude, la gare de Desvres est située au point kilométrique (PK) 102,4 de la ligne de Saint-Omer à Hesdigneul, entre les gares de Vieil-Moutier (fermée et située sur le tronçon déclassé de la ligne) et de Longfossé (fermée).
La section de ligne de Desvres à Hesdigneul est utilisée uniquement pour un trafic de marchandises.

## Histoire
La « station de Desvres » est inaugurée en février 1874 et mise en service par la Compagnie des chemins de fer du Nord-Est, le 1er juin 1874 après l'inauguration officielle de la ligne le 25 mai 1874.
En 1893, le Conseil général adopte le projet de la Compagnie des chemins de fer du Nord d'installation d'une cloison à l'extrémité ouest de la marquise.
En 1930, le conseil général s'inquiète de voir une gare, avec un trafic important de marchandises et voyageurs, toujours éclairée à l'huile. Il fait un vœu pour que la Compagnie y installe rapidement l'électricité.
Le trafic voyageurs est fermé  sur la section Saint-Omer - Desvres le 15 juillet 1959 et la gare est fermée au trafic voyageurs le 4 novembre 1968 lors de la fermeture à ce service de la section de Desvres à Boulogne.
En 2013, l'entreprise Colas installe un « poste de commandement » dans l'ancien bâtiment voyageurs, devenu maison de la randonnée, afin de surveiller l'avancement des travaux de rénovation de la voie entre Desvres et Samer. Après une première tranche qui a permis la rénovation de la ligne entre Samer et Hesdigneul cela concerne aujourd'hui la deuxième partie d'une section de la ligne de Saint-Omer à Hesdigneul utilisée pour un trafic de fret pour la société Arcelor-Mittal. Une équipe de soixante dix salariés de l'entreprise Colas doit effectuer un travail en continu afin de libérer la voie le 29 août, jour de reprise du travail chez Arcelor-Mittal.

## Service des voyageurs
Gare fermée.

## Service des marchandises
La gare de Desvres est ouverte au service Fret SNCF pour une expédition et livraison en gare pour toutes marchandises. Un accord commercial permet une desserte par wagon isolé. 

## Patrimoine ferroviaire
L'ancien bâtiment voyageurs, désaffecté au service ferroviaire depuis 1968, a été réhabilité pour devenir gite et maison de la randonnée.